# Sequência reguladora
Uma sequência reguladora (também denominada região reguladora ou "elemento regulador") é um segmento de ADN (DNA) onde as proteínas de união ao ADN, tais como os factores de transcrição, se ligam preferencialmente. Estas regiões ou sequências reguladoras, que correspondem a traços normalmente curtos do ADN, encontram-se posicionadas adequadamente no genoma, usualmente a uma curta distância “corrente acima” do gene que regulam. Como exemplo, estas proteínas reguladoras podem recrutar o complexo proteíco ARN polimerase e, desta forma, controlar a expressão génica e, portanto, a expressão das proteínas.        
As sequências reguladoras podem-se encontrar também no ARN mensageiro (RNAm), mas não estão, de maneira geral, tão bem estudadas como as do ADN. 

## Exemplos
- Caixa CAAT
- Caixa CCAAT
- Operador (genética), elemento de um operão
- Caixa Pribnow
- Caixa TATA
- Elemento SECIS, ARNm
- Sinal de poliadenilação, ARNm
- Caixa A
- Caixa Z
- Caixa C
- Caixa E
- Caixa G

## Exemplo: O gene da insulina
Sequências reguladoras no caso do gene da insulina:
- A5
- Z
- elemento regulador negativo (NRE)[2]
- C2
- E2
- A3
- Elemento de resposta ao AMPc
- A2
- CEB
- C1
- E1
- G1